# Helicobacter pylori
 (mai 2023).
Espèce
Helicobacter pylori est une bactérie qui infecte la muqueuse gastrique. Sa structure externe est hélicoïdale (d'où son nom « Helicobacter »). Elle est munie de flagelles.
Quelque 80 % des ulcères gastroduodénaux sont causés par des infections de Helicobacter pylori, même si, chez beaucoup d'humains infectés, la maladie reste asymptomatique. Elle favorise de multiples maladies si elle reste dans l'estomac trop d'années.
Helicobacter pylori est une bactérie très commune (trouvée chez 50% des humains). Elle vit exclusivement dans l'estomac humain et est la seule bactérie à coloniser durablement l'environnement acide de ce dernier. Son enveloppe hélicoïdale pourrait l'aider à se visser dans le mucus de la paroi stomacale afin de la coloniser et d'y persister.
Cette bactérie est à l'origine notamment de ulcères gastroduodénaux ou de gastrites chroniques atrophiques.

## Histoire

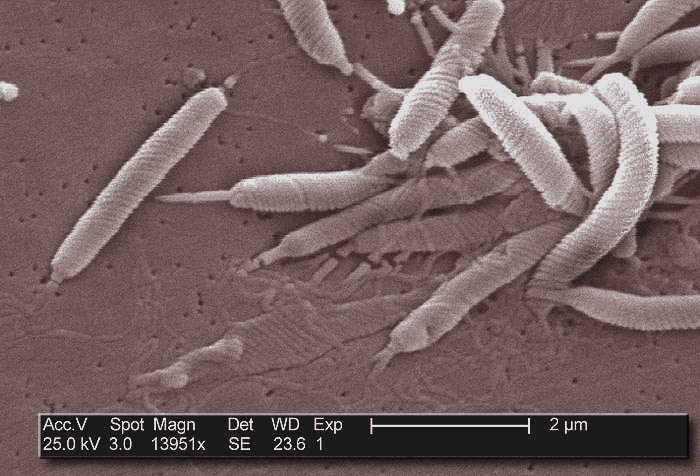
Helicobacter pylori au microscope électronique.

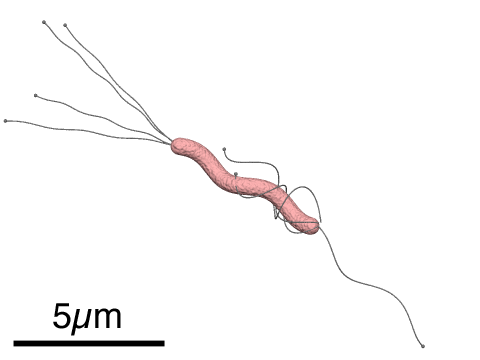
Helicobacter pylori.

En 1875, des scientifiques allemands découvrent une bactérie hélicoïdale dans des estomacs humains. Celle-ci ne pouvant être cultivée, les recherches la concernant furent finalement abandonnées.

### Une découverte accidentelle
Cette bactérie est redécouverte accidentellement en 1982 par deux chercheurs australiens, Robin Warren (pathologiste) et Barry Marshall (gastroentérologue), qui isolaient et cultivaient des organismes à partir d'estomacs humains. Dans leur publication originelle, Warren et Marshall soutiennent que la plupart des ulcères stomacaux et gastriques sont causés par une infection de cette bactérie, et non par le stress ou la nourriture épicée, comme on le pensait auparavant. Cette découverte leur vaut le prix Nobel de physiologie ou médecine 2005.
La communauté médicale met du temps avant de reconnaître le rôle de cette bactérie dans les ulcères gastriques, pensant qu'aucune bactérie ne pouvait survivre bien longtemps dans l'environnement acide de l'estomac. Après que des études complémentaires ont été réalisées, dont celle durant laquelle Marshall ingurgita un tube à essai de H. pylori, contracta une gastrite (il n'eut pas la patience d'attendre le développement d'un ulcère) et se soigna avec des antibiotiques (satisfaisant, de ce fait, trois des quatre postulats de Robert Koch), la communauté médicale commence à changer d'avis. En 1994, les National Institutes of Health publient un texte soutenant que la plupart des ulcères gastriques récurrents étaient causés par H. pylori, et recommandent que des antibiotiques soient inclus dans le traitement.
Avant que soit reconnu le rôle de cette bactérie, les ulcères stomacaux étaient habituellement soignés par des médicaments qui neutralisaient l'acidité stomacale, ou diminuaient sa production. Bien que cette technique donnât de bons résultats, les ulcères réapparaissaient très souvent. Un médicament classiquement utilisé était le subsalicylate de bismuth. Il fonctionnait assez bien, mais fut finalement abandonné, son mécanisme d'action étant inconnu et le bismuth étant un métal toxique. Il semble maintenant plausible que le sel de bismuth fonctionne comme un toxique tuant les bactéries (antibiotique)[réf. nécessaire]. La plupart des ulcères sont maintenant efficacement traités par des antibiotiques ciblant H. pylori.
Cette bactérie fut initialement appelée Campylobacter pyloridis, puis C. pylori (après correction grammaticale latine). Finalement, après que le séquençage de son ADN eut montré que la bactérie n'appartenait pas au genre Campylobacter, elle fut placée dans un nouveau genre : Helicobacter. Le nom pylori tire son origine du latin « pylorus », qui signifie « gardien de l'ouverture », et qui fait référence à l'ouverture circulaire (pylore) menant de l'estomac au duodénum.
Alors que H. pylori reste la seule espèce connue capable de coloniser l'estomac humain, d'autres espèces de Helicobacter ont été identifiées chez d'autres mammifères, ainsi que chez certains oiseaux.
Une autre équipe de chercheurs a montré qu'Helicobacter pylori était déjà présente dans l'estomac d'environ la moitié des Homo sapiens il y a 58 000 ans dans la souche africaine, avant les grandes migrations des êtres humains vers l'Asie et l'Europe. Ces chercheurs ont en effet observé que la diversité génétique de H. pylori diminue lorsque l'on s'éloigne de l'Afrique de l'est, de la même façon que dans la lignée humaine, et que la bactérie semble avoir migré en dehors de l'Afrique vers -58 000.
Selon cette même étude, publiée dans la revue Nature en 2007, les chercheurs ont utilisé une technique appelée multilocus sequence typing afin d’amplifier puis de séquencer sept gènes de ménage de la bactérie (c'est-à-dire un gène dont l'expression n'est pas régulée car il assure des fonctions indispensables à la cellule). Ils utilisèrent 769 souches isolées issues de 51 groupes géographiques, ethniques et linguistiques différents. Ils mirent en évidence que les populations génétiques de H. pylori sont assez spécifiques de continents. Ce phénomène permet de retracer l’histoire des migrations humaines. Par exemple, la souche amérindienne est proche des souches asiatiques, ce qui s’explique par une ascendance asiatique des premiers amérindiens, qui arrivèrent en Amérique il y a 12 000 ans en passant par le détroit de Béring, en Alaska. L’homme et H. pylori ont évolué ensemble depuis 150 000 ans.

## Taxonomie

### Étymologie
L’épithète spécifique pylori vient du nom latin pylorus, qui désigne l’orifice inférieur de l'estomac, le pylore, et vient lui-même du nom grec pylôros, gardien de l'ouverture, du pylore.

## Structure de la bactérie

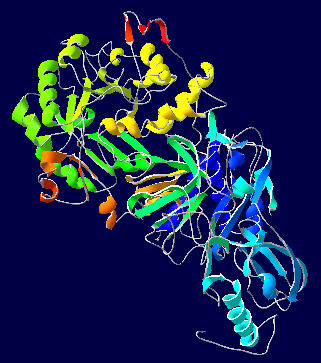
Uréase.

H. pylori est une bactérie Gram négatif de forme hélicoïdale, d'environ 3 micromètres de long et d'environ 0,5 micromètre de diamètre. Elle porte 4 à 6 flagelles. Elle est dite microaérophile, c'est-à-dire qu'elle nécessite un apport d'oxygène, mais dans des proportions inférieures à celles trouvées dans l'atmosphère. Enfin, elle peut produire son énergie par méthanogenèse à partir d'hydrogène.
Grâce à sa forme hélicoïdale et à ses flagelles, la bactérie se glisse à travers le mucus et parfois les muqueuses de l'estomac en s'ancrant aux cellules épithéliales grâce à des adhésines (protéines fixatrices). Elle sécrète alors une enzyme appelée « uréase » qui transforme l'urée en ammoniaque et en dioxyde de carbone. Cette ammoniaque va partiellement neutraliser l'acidité gastrique (qui sert à prédigérer les aliments, tout en tuant la plupart des bactéries). L'ammoniac est toxique pour les cellules épithéliales, et va, de concert avec d'autres produits sécrétés par H. pylori (protéases, catalases, phospholipases, etc.) endommager la surface des cellules épithéliales, enclenchant de ce fait le processus de formation d'ulcères.
Des études récentes montrent que certaines souches de cette bactérie posséderaient un mécanisme particulier d'injection d'agents inflammatoires dans les cellules stomacales. Pour s'accrocher sur la paroi stomacale, elles perturbent aussi le cycle naturel du fer dans l'épithélium.

## Génétique
Le génome de H. pylori est séquencé depuis 1997. La position et le nombre des gènes régulateurs, qui régulent la synthèse des produits d'autres gènes, restent mal connus. Une soixantaine de petites molécules d'ARN dites « small RNAs » (sRNAs) jouent également un rôle régulateur-inhibiteur, en se fixant à des séquences de gènes, ce qui a pour effet de bloquer la traduction des protéines codées par ces gènes. Elles ont été identifiées en 2009/2010, par séquençage à haut débit. Ceci a surpris les chercheurs car on pensait antérieurement que H pylori était dépourvue de sRNAs. Or, H pylori présente autant voire plus de sRNAs que des bactéries intestinales telles qu'Escherichia coli et les salmonelles. Cependant, une protéine réputée indispensable à la régulation des sRNAs est absente chez H pylori, ce qui laisse penser qu'elle dispose de systèmes de signaux internes aujourd'hui inconnus.
Des nouveaux vaccins contre H pylori pourraient éventuellement être développés sur ces bases.

## Épidémiologie
Environ deux tiers de la population mondiale est infectée par cette bactérie. Le taux d'infection varie d'un pays à l'autre : environ 25 % dans les pays occidentaux avec d'importantes disparités. Aux États-Unis, les personnes atteintes sont essentiellement des personnes âgées (plus de 50 % de personnes contaminées au-delà de 60 ans, contre environ 20 % chez les moins de 40 ans), ainsi que les personnes les plus démunies. Le taux est plus élevé dans les pays du Tiers monde. Dans ces derniers, il est courant de rencontrer des enfants infectés, probablement à cause des mauvaises conditions sanitaires.
Une mutation sur le gène TLR1 codant un récepteur de type Toll pourrait être un facteur favorisant l'infection.
Le taux d'infection est essentiellement fonction des conditions d'hygiène, ainsi que du degré d'utilisation des antibiotiques. Néanmoins, des résistances contre certains antibiotiques sont apparues chez certaines souches de H. pylori. Par exemple, on peut trouver en Grande-Bretagne certaines souches résistantes au métronidazole.

## Infection

### Transmission
Cette bactérie a été isolée dans des selles, de la salive et sur des plaques dentaires, ce qui laisse supposer qu'une transmission est possible par ingestion d'aliments ou d'eau contaminés par les selles ou par voie gastro-orale.
Si elle n'est pas soignée par une prise d'antibiotiques, il semblerait qu'une infection par H. pylori puisse persister durant toute la vie d'un individu. Le système immunitaire humain ne serait donc pas capable d'éradiquer cette bactérie, en raison des mécanismes dont elle dispose pour déjouer les défenses immunitaires.
L'infection peut alors conduire à plusieurs maladies graves : reflux gastro-œsophagien, ulcère gastroduodénal ou duodénal ou gastrique, ou encore cancer de l'œsophage[réf. nécessaire].
L'infection chronique par Helicobacter pylori serait aujourd'hui (en 2025) le principal facteur de risque connu du cancer de l'estomac, rapporte le média en ligne News Atlas.

### Symptômes

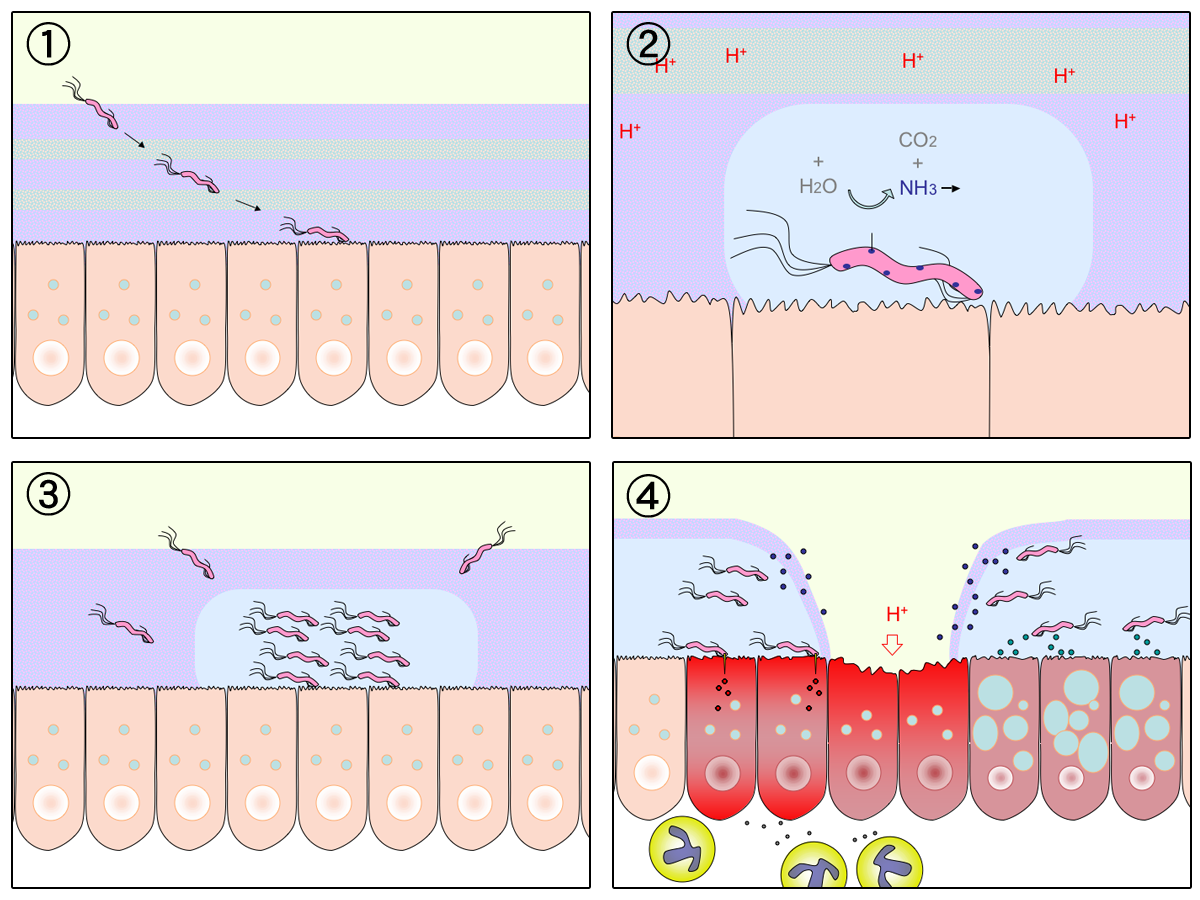
Mode d'infection par H. Pylori.

L'infection peut être symptomatique ou asymptomatique (c'est-à-dire avec ou sans effets visibles).
Divers symptômes sont associés à H. pylori, mais plutôt vagues et pouvant varier dans le temps. Ils sont non spécifiques ou induits par une autre pathologie associée. 
On estime que 70 % à 80 % des infections sont asymptomatiques.
L'inflammation ou des dommages plus profonds à la paroi stomacale (gastrite) dus à H. pylori peuvent causer des réactions légères ou graves, avec :
- douleurs stomacales ou abdominales ;
- reflux gastro-œsophagien ;
- vomissements ;
- éructations ;
- flatulences ;
- nausées ;
- pâleur[réf. nécessaire] ;
- dépression  ;
- courbatures à répétitions[réf. nécessaire] ;
- somnolence[réf. nécessaire] ;
- constipation[réf. nécessaire] ;
- rosacée[14] ;
- oppression thoracique[réf. nécessaire].

### Diagnostic
Il est possible de détecter la présence de H. pylori par différentes méthodes :
- par ingestion d'urée marquée au carbone 13 (si le patient est infecté, cette urée est métabolisée par H. pylori, produisant ainsi du CO2 marqué, qui est ensuite expulsé hors du corps via les poumons, et peut donc être détecté par analyse du gaz expiré)[15]. Ce test est non invasif, a une très bonne fiabilité, est remboursé à 65 % par la Sécurité sociale en France[16] et est commercialisé sous l'appellation de Helikit en France ;
- détection dans les selles par dosage immunochromatograhique ou immunoassay. Cette méthode a été démontrée comme fiable pour le primo-diagnostic ainsi que pour vérifier le succès d'un traitement[17].

Les biopsies réalisées lors de la gastroscopie permettent aussi de constater d'éventuelles lésions atrophiques sur l'antre et le fundus. Un test à l'uréase peut être fait directement : cette dernière convertit l'urée en ammoniac, détectée par colorimétrie pH, permettant un dépistage quasi immédiat de la bactérie.
- le dosage d'anticorps spécifiques, le test sérologique étant fiable pour détecter une infection, sans pouvoir la dater. Il ne l'est pas pour vérifier le succès d'un traitement antihelicobacter car les anticorps subsistent plusieurs mois après une éventuelle éradication. Il existe des kits de dépistage sérologique permettant un dépistage quasi immédiat, de fiabilité moindre toutefois qu'une sérologie traditionnelle[19]. La sérologie n'est plus guère recommandée actuellement[20].

La plupart de ces tests (à part le test au carbone 13) perdent en sensibilité en cas d'hémorragie digestive d'origine gastrique ou duodénale. De même, le test au carbone 13 peut être faussé en cas de prise d'inhibiteurs de la pompe à protons qui doivent être arrêtés idéalement deux semaines avant le test.

## Maladies liées à cette infection
Helicobacter pylori cause plusieurs maladies plus ou moins graves suivant les individus. Ce germe cause :
- une dyspepsie non ulcéreuse ;
- des ulcères gastriques ou duodénaux ;
- des gastrites chroniques le plus souvent localisées sur l'antre mais qui s'étendent parfois sur le fundus. On parle alors dans ce cas de pangastrite ;
- une malabsorption de la vitamine B12 ;
- des gastrites atrophiques entraînant une hypochlorydrie voire une achlorhydrie ;
- des métaplasies intestinales qui traduisent un stade précancéreux ;
- des cancers (le cancer de l'estomac — adénocarcinome — et le lymphome du MALT gastrique) : l'helicobacter serait l'un des facteurs de risque principal du cancer gastrique[23]. L'éradication de ce germe permet de diminuer notablement la fréquence de ce type de cancer[24],[25].

H. pylori pourrait contribuer à la survenue de la maladie de Parkinson ; l'éradication d'Helicobacter pylori améliorerait les résultats du traitement par lévodopa.

## Avantages
La présence d'Helicobacter serait protectrice contre le cancer de l'œsophage. Ce type de cancer est cependant beaucoup plus rare que celui de l'estomac que la bactérie contribue à provoquer.
Une étude a montré que la bactérie ne serait pas nécessairement pathogène, et qu'elle pourrait avoir des effets protecteurs contre l'obésité et le diabète de type 2[source insuffisante]. Le caractère pathogène résulterait de l'interaction du patrimoine génétique de la bactérie avec le système immunitaire[réf. nécessaire].

## Traitement de l'infection
Il existe plusieurs recommandations internationales sur la prise en charge de l'Helicobacter. Les recommandations européennes sont connues sous le nom de Conférence de consensus Maastricht V et ont été publiées en 2015. Des recommandations américaines ont été publiées en 2007.
Le traitement diminue sensiblement le risque de récidive d'un ulcère gastrique et en améliore la cicatrisation.
En cas de dyspepsie non compliquée, il en améliore les symptômes.
Il pourrait par ailleurs diminuer le risque de survenue d'un cancer de l'estomac en cas de lésion précancéreuse.
L'efficacité du traitement est vérifiée le plus souvent par la négativation du test respiratoire à l'uréase.

### Traitement antibiotique
Le traitement recommandé par la Haute Autorité de Santé (HAS) repose sur un algorithme intégrant deux grands types de traitement : la quadrithérapie bismuthée et la trithérapie concomitante.
La trithérapie dite « concomitante » constitue le « traitement guidé », c'est-à-dire guidée par le résultat d'analyse de l'antibiorésistance d'Helicobacter pylori. Elle consiste, pendant 10 jours, en :
- Amoxicilline 1 g matin et soir
- IPP pleine dose (à dose curative) matin et soir, la quantité dépendant du médicament en question
- Clarithromycine 500 mg matin et soir si la bactérie est sensible à la molécule, sinon Lévofloxacine 500 mg matin et soir.

La quadrithérapie dite « bismuthée » constitue le « traitement probabiliste », c'est-à-dire non guidée par les résistances de la bactérie. Cette thérapie est aussi utilisée si la bactérie s'avère résistante à la clarithromycine et à la lévofloxacine. Elle consiste, pendant 10 jours, en :
- 3 gélules de Pylera 4 fois par jour contenant comme substance active : métronidazole 125 mg, tétracycline chlorhydrate 125 mg, sous-citrate de bismuth potassique 140 mg[36]
- IPP pleine dose (à dose curative) matin et soir, la quantité dépendant du médicament en question[37].

Il existe aussi comme alternative à la quadrithérapie bismuthée la quadrithérapie dite « concomitante » qui repose sur une association pendant 14 jours d'amoxicilline, de clarithromycine, de métronidazole et d'IPP.
Ce traitement d'éradication de dix jours peut être suivi, selon les cas, d'un traitement par IPP simple dose pour quatre à six semaines.
Auparavant, il était recommandé une trithérapie associant deux antibiotiques (à choisir parmi amoxicilline, clarithromycine et métronidazole) à un IPP. La durée habituelle de traitement était alors entre une et deux semaines.
Le traitement antibiotique pour l'éradication de l'infection à H. pylori peut entraîner une augmentation significative de l'incidence de la dépression clinique dans un court laps de temps (moins de 30 jours), qui peut être négligée par les gastro-entérologues et les médecins généralistes.

### Sels de bismuth
Des sels de bismuth (un métal lourd) peuvent aussi être utilisés en association avec une trithérapie. Cependant le bismuth est interdit en France depuis les années 1970 à la suite de cas d'intoxication et de troubles rénaux, ainsi que des encéphalopathies répertoriées, principalement dans des cas de surdose. Le bismuth continue d'être prescrit avec succès dans de nombreux autres pays. Celui-ci a même fait un retour en France en association avec de la tétracycline et du métronidazole sous le nom de PYLERA. À ce jour[Quand ?], aucun cas d'encéphalopathie n'a été rapporté avec l'utilisation de Pylera. Compte tenu d'une baisse d'efficacité de la trithérapie classique due essentiellement aux résistances à la clarithromycine (évaluée à 20 %), et à la suite des résultats d'une étude montrant l'intérêt du bismuth dans cette situation, une demande d'AMM européenne d'une association fixe de citrate de bismuth, métronidazole et tétracycline, avec prise concomitante d'oméprazole, est déposée en 2011.

### Suivi de l'éradication
En raison du risque d’échec du traitement, il faut vérifier systématiquement que Helicobacter pylori a bien été éliminé de l’estomac.
Cette vérification est obligatoire effectuée par un test respiratoire, qui est l’examen de référence.
Ce test respiratoire n'a toutefois de valeur que s'il est pratiqué au moins 4 semaines après l'arrêt des antibiotiques et au moins deux semaines après l'arrêt d'un traitement par inhibiteur de la pompe à protons (IPP).

### Autres traitements
D'après certains auteurs, le traitement par antibiotique a une efficacité limitée à 70 % des cas, moindre que dans d'autres études à cause de la présence de biofilms. Une vision plus récente de la microbiologie constate que la bactérie est hébergée par au moins la moitié de la population, ce qui en fait plutôt une bactérie du microbiote qui dans 80 % à 90 % des cas ne donnera ni ulcère ni cancer. De plus la bactérie a une action contre l'obésité et le diabète. L'action de la bactérie serait plutôt liée à sa capacité à former un biofilm qui, en attaquant la muqueuse, crée un ulcère ou une tumeur,,,. L'acétylcystéine serait un inhibiteur de son biofilm,,.
Au lieu de vouloir éliminer la bactérie (qui finit souvent par réinfecter les sujets traités par des antibactériens), il serait plus judicieux de la contrôler en diminuant sa concentration gastrique. Les probiotiques contribuent à diminuer la puissance de la bactérie. La souche Lactobacillus reuteri DSMZ 17648 fait preuve d'un effet inhibiteur encourageant, dont plusieurs études  démontrant une réduction significative du taux de H. pylori. Les patients ayant recours à ce traitement voient leur symptômes régresser jusqu'à disparaître en quelques semaines.
En 2002, un essai vaccinal avait été tenté mais celui-ci a été abandonné parce que les effets secondaires étaient trop importants. Ces effets étaient liés à l'adjuvant utilisé (toxine cholérique). De plus, l'immunisation n'était pas suffisamment efficace. Seule une réduction de la concentration bactérienne a été observée. Les chercheurs tentent de mettre au point des adjuvants non toxiques permettant de stimuler efficacement la réponse immunitaire. L'immunisation des muqueuses est très complexe. Le vaccin est toujours en cours d'étude et pourrait voir le jour dans quelques années. Celui-ci devrait permettre de traiter l'infection ainsi que la prévenir. Au cours de l'année 2007 les chercheurs ont élucidé les mécanismes permettant à la bactérie d'échapper au système immunitaire.

### Traitements alternatifs
Il existe des approches préventives ou des thérapeutiques dites naturelles. Associés au traitement classique, certains polyphénols semblent améliorer très légèrement son efficacité.
Les huiles essentielles anti-infectieuses sont surtout les huiles essentielles à phénol comme Origanum compactum, Thymus vulgaris à thymol, Melaleuca alternifolia, Cinnamomum zeylanicum feuilles. La girofle (Eugenia caryophyllata) inhibe la croissance d'Helicobacter pylori in vitro. Une publication italienne de 2017 fait l'inventaire des extraits d'agrumes reconnus pour leur activité anti-Helicobacter pylori in vitro seuls ou en association. Plusieurs huiles essentielles comme Mentha piperita et Lemongrass ont montré in vitro une inhibition nette de la prolifération de Hp,. Leur efficacité en conditions réelles est inconnue.
L'efficacité de la mastication de résine de Pistacia lentiscus (lentisque pistachier), arbre méditerranéen exploité surtout dans l'île grecque de Chio, un temps alléguée est débattue,.
Il est aussi possible de réduire l'infection (dans les cas où les différents traitements ont échoué), sans pour autant l'éliminer, en buvant du jus de canneberge. Certaines molécules (proanthocyanidines à haut poids moléculaire) présentes dans la canneberge seraient efficaces pour empêcher l'adhésion de la bactérie aux cellules gastriques. Les bactéries sont alors éliminées naturellement lorsque l'estomac se vide.
La capsaïcine (extraite du piment) inhibe la croissance d'Helicobacter pylori. Une faible consommation protège du cancer de l'estomac tandis qu'une consommation moyenne ou élevée augmente le risque.
Les Indiens Kunas d'Amérique centrale sont habitués à traiter les maux d'estomac avec du Piper multiplinervium, herbe contenant des substances efficaces contre le germe,.
Lors d'une expérience en 2004, l'ingestion (après mastication) de 14, 28, ou 56 g de pousses de brocoli deux fois par jour pendant 7 jours a diminué ou supprimé la présence de la bactérie, et amélioré les symptômes chez un nombre significatif de patients. En revanche, la bactérie réapparaît après quelques mois. Le brocoli et d'autres choux peuvent ainsi être utilisés de manière préventive (l'expérience a été menée au Japon sur environ 50 patients dont la moitié consommaient des germes de luzerne et l'autre moitié du brocoli). Le sulforaphane a été testé en association mais l'essai était de trop petite taille pour conclure quoi que ce soit. Utilisé seul, un extrait de graine de brocoli n'a pas prouvé son efficacité. Cependant, l’ingestion de 6 g/j de poudre de pousses de brocoli pendant 28 jours, éradique H. Pylori chez environ 45 % des personnes contre 85 % avec une trithérapie.
L'huile de nigelle est efficace contre la dyspepsie et H. pylori. Huit semaines de supplémentation avec 2 g/j de poudre de N. sativa en association avec une quadruple thérapie pourraient augmenter de manière significative l'éradication de H. pylori 88 % contre 55 %).
Lactobacillus acidophilus, L. casei, L. gasseri, and Bifidobacterium infantis sont efficaces en complément quand l'efficacité du traitement médical est inférieure à 80 %.
La consommation au moins une fois par semaine de miel ou de thé semblerait efficace pour prévenir en partie l'infection.
La mélatonine (10 mg/j) ou le tryptophane (500 mg/j) ajoutés à l'oméprazole pourraient considérablement accélérer le taux de guérison des ulcères peptiques chroniques infectés par H. pylori par rapport à la seule administration d'oméprazole.
Un régime sans nickel améliore le taux d'éradication d'Helicobacter pylori.
Une revue systématique publiée en 2021 conclut que « des études cliniques ont montré que les extraits végétaux et les micronutriments ne sont pas efficaces en tant qu'agents uniques dans l'éradication des infections à H. pylori, mais ils peuvent agir en synergie avec les thérapies pharmacologiques conventionnelles pour une efficacité améliorée lorsqu'ils sont utilisés en combinaison. Les germes de brocoli, la curcumine, le complexe de bardane et les vitamines C et E se sont avérés efficaces lorsqu'ils sont utilisés en association avec des trithérapies standard pour H. pylori. Nigella sativa L. en association avec l'oméprazole a montré des résultats similaires à la trithérapie standard composée d'antibiotiques et d'oméprazole. À l'inverse, GutGard s'est avéré significativement efficace en tant qu'agent unique par rapport au contrôle placebo dans deux essais cliniques. Polaprezinc a montré une bonne efficacité en association avec un traitement standard, mais le zinc n'a montré aucun avantage synergique ».